# Sven Lindqvist (fotbollsspelare)
För andra betydelser, se Sven Lindqvist.
Sven Bernard "Linkan" Lindqvist, född 26 mars 1903 i Bromma, död 25 januari 1987 i Stockholm, var en svensk fotbollsspelare som blev olympisk bronsmedaljör i Paris 1924. Lindqvist spelade endast i den första bronsmatchen mot Holland där resultatet blev 1–1 (varefter ett omspel följde dagen efter där dock Lindqvist inte spelade).
Lindqvist, som under åren 1920–31 spelade för AIK och där blev svensk mästare vid ett tillfälle (1923), spelade under åren 1923–27 sammanlagt 5 landskamper (0 mål).
1935–61 var Lindqvist ledamot i AIK:s huvudstyrelse och 1950–61 var han AIK:s administrative chef och blev i den rollen något av den förste klubbdirektören inom svensk fotboll.

## Meriter

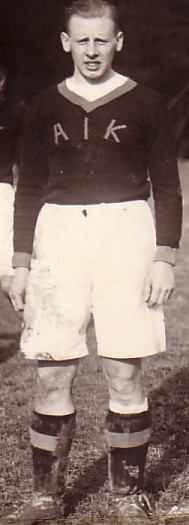
Lindqvist i AIK-tröjan

### I klubblag
AIK
- SM-guld (1): 1923

### I landslag
Sverige
- OS 1924: Brons

### Webbsidor
- Svenska medaljörer - Sveriges Olympiska Kommitté